# Mr. Moseby
Marion Eduardo Moseby (vertolkt door Phill Lewis) is een personage uit The Suite Life of Zack & Cody en zijn vervolg/spin-off, The Suite Life on Deck.

## Biografie

### The Suite Life of Zack & Cody
Marion Moseby is de gestreste manager van het Tipton Hotel, die praat met een uitgebreide woordenschat. Daarnaast spreekt hij een behoorlijk aantal talen (Engels, Frans, Japans, Swahili, Spaans, Duits enz.). Hij is vaak geërgerd door Zack en Cody Martins bezigheden (hij beweert daarom nooit zelf kinderen te willen). Hoewel hij doet alsof hij niet om de jongens geeft, doet hij dat wel degelijk. Bijvoorbeeld; toen hij met ze naar een honkbalwedstrijd ging en een bal voor Cody ving (wat hem de “meest gehate man in Boston” maakte), en in een aflevering van The Suite Life on Deck (The Kidney of the sea), waarin Zack werd verdacht van het stelen van een ketting, verdedigde meneer Moseby hem door te zeggen dat hij Zack kende en dat hij geen dief was. In de aflevering “The Ghost of Suite 613” wordt onthuld dat meneer Moseby in het Tipton begon als een piccolo en een “volle haardos” had. In een andere aflevering blijkt hij in een appartement te wonen. Soms is meneer Moseby compleet harteloos. Cody en Maddie verdedigen degenen tegen wie meneer Moseby harteloos is.
Meneer Moseby is waarschijnlijk meer een vader voor London Tipton dan haar eigen vader, omdat die er bijna nooit is. Meneer Moseby heeft haar zelfs leren lopen en heeft haar het alfabet geleerd (dat duurde 14 jaar), hij heeft haar leren fietsen, rolschaatsen en probeerde haar te leren autorijden. In “The Suite Life on Deck” zegt hij dat hij London ook heeft geleerd dat sokken niet over je hoofd moeten. Hij geeft veel om London en behandelt haar alsof ze zijn eigen dochter is. London laat soms ook zien dat ze zijn aanwezigheid op prijs stelt en dat ze hem respecteert, zoals in de aflevering “Arwinstein”, wanneer ze Moseby minister-president maakt van het land dat ze “heeft gekocht”.
Een terugkerende grap in de serie is dat meneer Moseby zichzelf vaak voor schut zet voor het publiek, zoals een baby-pop slaan die niet ophoudt met huilen als er een vrouw met een baby langsloopt, zeggen dat hij een Egyptische buikdanser is of een sarcastische opmerking maken over zichzelf waarvan de gasten denken dat het waar is. Hij is waarschijnlijk 39 omdat hij in “A Tale of Two Houses” zei: “nog maar 26 jaar tot ik met pensioen kan”, en het is in “Free Tippy” onthuld dat een werknemer van het Tipton met pensioen moet op zijn 65e.

### The Suite Life on Deck
In de vervolgserie is hij de manager van de S.S. Tipton. De gewoonte om Zack en Cody’s activiteiten te voorkomen is nog niet weg en daarom is hij constant bezig met het uit de problemen houden van de jongens en London.
Een fout in de aflevering “Model Behavior” is dat meneer Moseby zegt dat hij nog geen 40 is. In een aflevering van “The Suite Life of Zack & Cody” is hij echter 39  en in de “On Deck” aflevering “Mom and Dad on Deck” is zijn verjaardag, dus hij is wel degelijk 40 als hij tussen die twee afleveringen niet jarig is geweest (anders zou hij nog ouder zijn). In de aflevering “Das Boots” blijkt dat hij een schaakfan is en onthult dat hij een eigen schaakblog heeft: “Make the right move with Marion”. Meneer Moseby heeft ook een heel vreemde liefde voor zakdoeken. Ook heeft hij met veel van zijn hobby’s gefaald, zoals ballet, wielrennen, croquet enz.

## Relaties
- Miss Emma Tutweiler - Zij is de lerares van Zack, Cody, London en de rest. In “Showgirls” begint hij op haar te vallen maar ontkent het, en in “Sea Harmony” koppelen Zack en London ze en ze beginnen te daten, maar hun relatie eindigt door een meningsverschil over The Three Stooges. In latere afleveringen lijkt tussen hun een soort knipperlichtrelatie te ontstaan.

## Familieleden
- Nia Moseby (gespeeld door Giovonnie Samuels) - Nia is meneer Moseby's zestien jaar oude nichtje. Ze vervangt Maddie aan de snoepbalie tijdens haar absentie in seizoen 3. Ze is naar het Tipton gestuurd zodat meneer Moseby een beter mens van haar kan maken. Ze moest eerst naar Moseby’s zus Lily, maar daar ging het zo slecht dat Lily haar naam veranderde en naar Alaska verhuisde.
- Beulah Moseby - Beulah is meneer Moseby's moeder. Ze is ongezien maar wordt regelmatig genoemd. Ze houdt meer van meneer Moseby’s broer Spencer dan van hem. Beulah wordt als een soort van gemeen omschreven en ze wil dat meneer Moseby trouwt.
- Rose Moseby (Phill Lewis in een dubbele rol) - Meneer Moseby's oma die werd gezien in de aflevering “A Nugget of History". Ze draagt een grote tas gevuld met veel dingen die eigenlijk nooit in de tas passen zoals een honkbalknuppel, een stofzuiger, een anker enz.
- Spencer Moseby (Dana Michael Woods) - Meneer Moseby's oudere broer, die een groeistoornis heeft. Spencer is rijk en gemeen. Meneer Moseby en hij maken dan ook constant ruzie als ze bij elkaar in de buurt zijn.
- Lily Moseby - Lily Moseby is meneer Moseby’s zus die eerst voor Nia moest zorgen maar haar naam veranderde en naar Alaska verhuisde.
- Dwight Moseby - Dwight Moseby is de jongere broer van meneer Moseby. Hij is veel langer en speelt basketbal. Hij komt voor in de aflevering Twister.